# الجمعية الدولية لعلم النفس المقارن
تأسست الجمعية الدولية لعلم النفس المقارن (بالإنجليزية: International Society for Comparative Psychology)‏ عام 1980 وعقدت أول اجتماع لها عام 1983.

## أهداف الجمعية
نحو المجتمع:
- تعزيز الدراسات المقارنة للسلوك عند البشر والحيوانات غير البشرية
- تنظيم اجتماعات نصف سنوي
- نشر المجلة الدولية لعلم النفس المقارن (IJCP).

## روابط خارجية
- موقع الجمعية الدولية لعلم النفس المقارن
- علماء نفس للبالغين والأطفال والمراهقين والأزواج